# Footwork FA14
O FA14 é o modelo da Footwork da temporada de 1993 da Fórmula 1. Condutores: Derek Warwick e Aguri Suzuki.

## Resultados[1]
(legenda) 
| Ano  | Chassi | Motor                    | Pneus | N° | Pilotos       | 1   | 2   | 3   | 4   | 5   | 6   | 7   | 8   | 9   | 10  | 11  | 12  | 13  | 14  | 15  | 16  | Pontos | Posição |  |
| ---- | ------ | ------------------------ | ----- | -- | ------------- | --- | --- | --- | --- | --- | --- | --- | --- | --- | --- | --- | --- | --- | --- | --- | --- | ------ | ------- |  |
|      |        |                          |       |    |               |     |     |     |     |     |     |     |     |     |     |     |     |     |     |     |     |        |         |  |
|      |        |                          |       |    |               | RSA | BRA | EUR | SMR | SPA | MON | CAN | FRA | GBR | GER | HUN | BEL | ITA | POR | JPN | AUS |        |         |  |
| 1993 | FA14   | Mugen-Honda MF-351HB V10 | G     | 9  | Derek Warwick |     |     | Ret | Ret | 13  | Ret | 16  | 13  | 6   | 17  | 4   | Ret | Ret | 15  | 14  | 10  | 41     | 9°      |  |
| 1993 | FA14   | Mugen-Honda MF-351HB V10 | G     | 10 | Aguri Suzuki  |     |     | Ret | 9   | 10  | Ret | 13  | 12  | Ret | Ret | Ret | Ret | Ret | Ret | Ret | 7   | 41     | 9°      |  |

↑1  Os grande prêmios: África do Sul e Brasil utilizou o FA13B.